# 煢

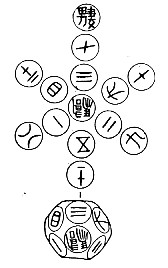
秦代の14面の煢

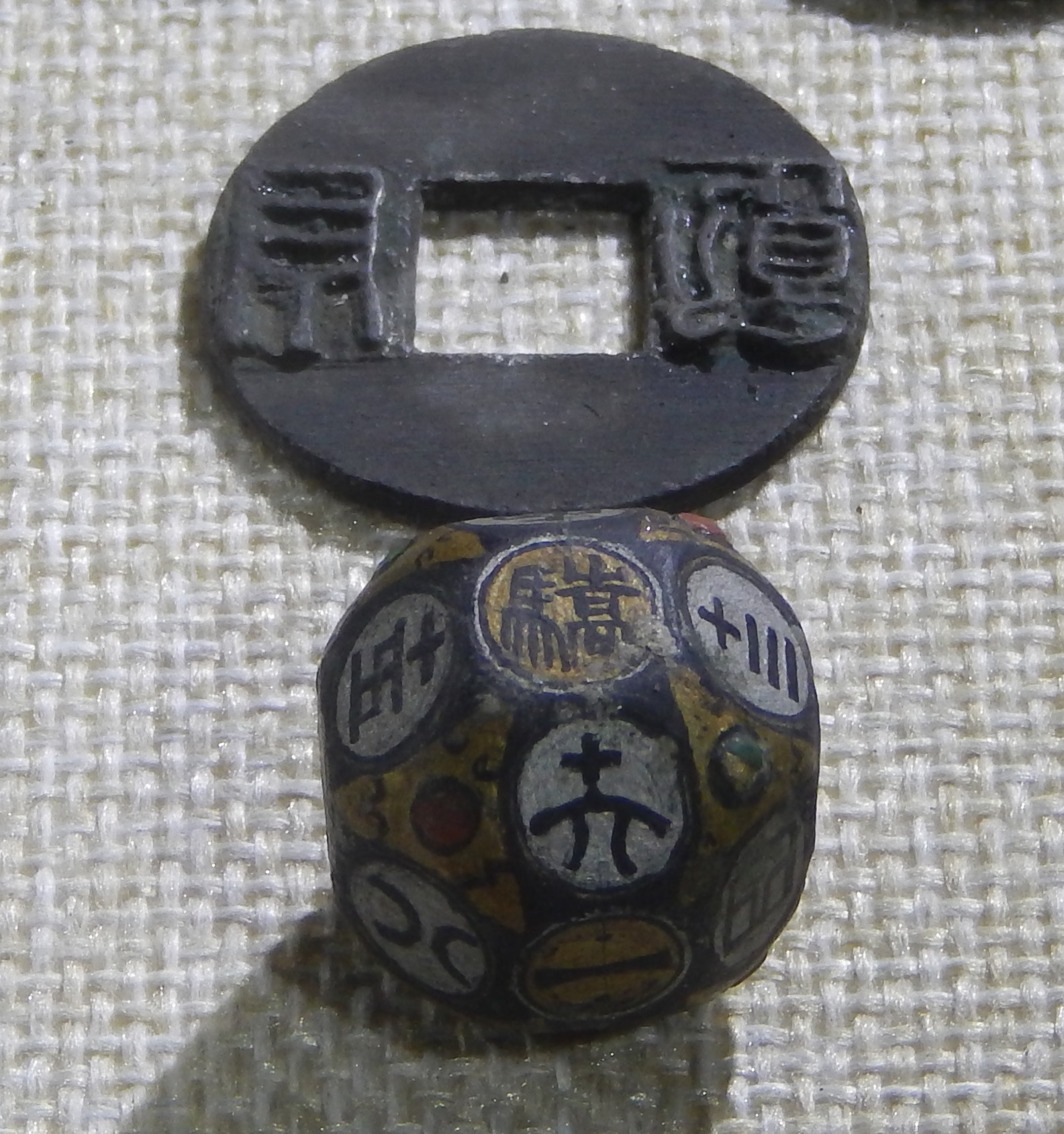
漢代中国の18面の煢

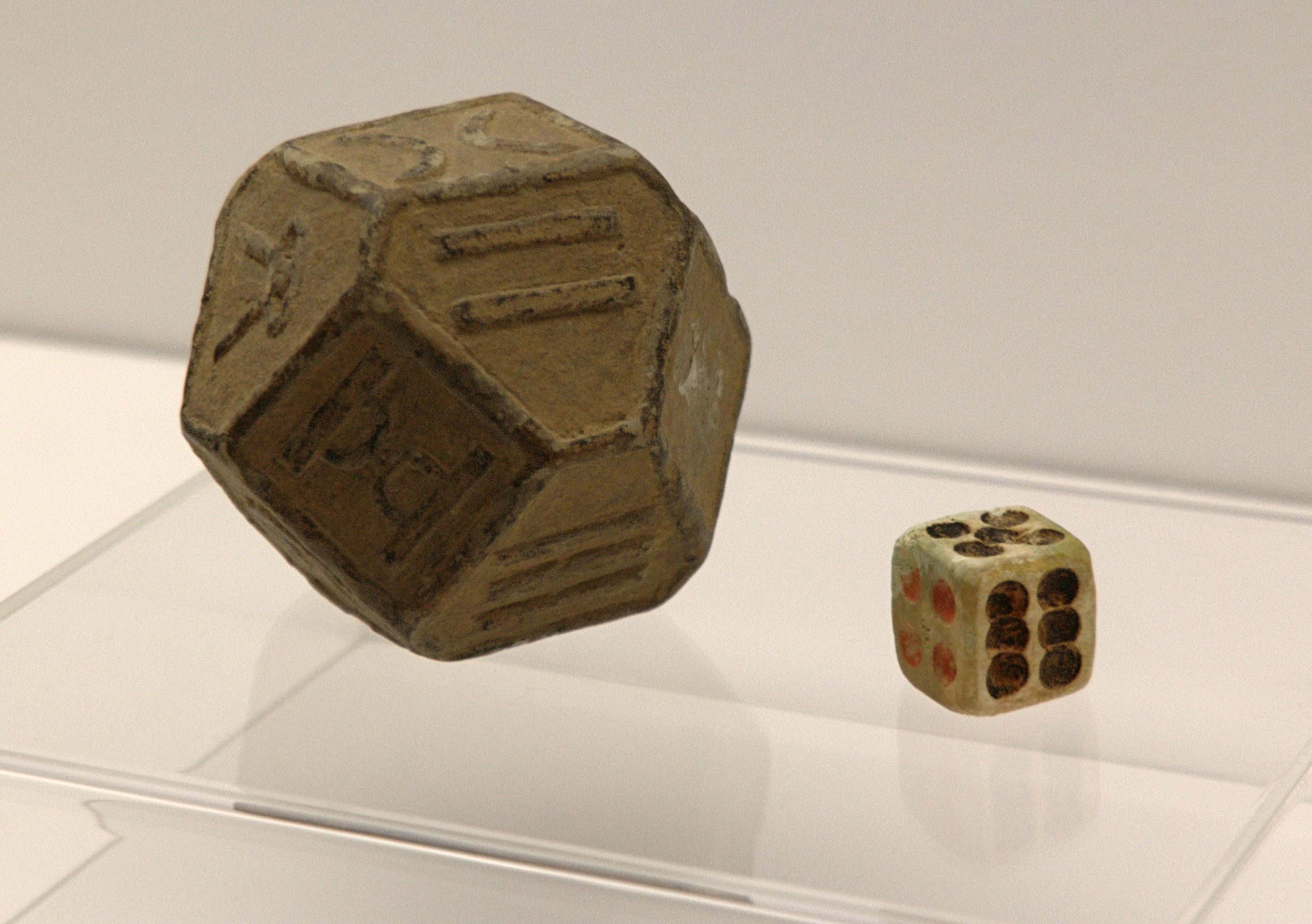
戦国時代の煢（左）と唐のサイコロ

煢（けい）は、古代中国で使われた14面ないし18面のサイコロである。六博と呼ばれる盤上遊戯に使われた。
六博には大博と小博があり、大博は「博」と呼ばれる竹の棒を半裁したものを使い、小博は煢と呼ばれるさいころを使用したと推測されている。

## 概要
中国には紀元前よりダイスゲームに相当するものがあった。秦始皇帝陵から出土した煢は14面であり、石製で、具体的な立体の形状としては立方体を切頂した十四面体であり、稜を丸めて各面を円形にしたような形状である。各面の記載内容としては、一から十二までの数字が書かれた12面と、「驕」・「男妻」の文字がそれぞれ書かれた2面から構成されていた。
漢代になると、18面の煢が使われるようになった。この具体的な立体の形状としては、内接球を持つ切稜立方体を元に、六角形面が3枚集まる三角錐部分を削ってなだらかな盛り上がりとし、角を丸めた正方形面18枚が同じ大きさになるように仕上げた形状である。各面（目）の記載内容としては、一から十六までの数字が書かれた16面と、「驕」と書かれた面、および出土資料により異なる字が書かれた面があり、その出土資料により異なる字が書かれた面は、例として「妻畏」あるいは「妻黒」、「酒来」などといった文字が書かれていた。